# White Nights
White Nights è il terzo singolo estratto dal secondo album della cantante danese Oh Land.

## Video musicale
Il video è stato diretto da CANADA. Durante il video vi sono numerose scene diverse, in cui Oh Land si muove tra un salotto dai colori neutri, a uno spazio scuro vestita da sposa, a scene con sfondi geometrici, a balli tribali e a scene con animali in legno stilizzati. Per l'abbigliamento, c'è la presenza di numerosi capi di stilisti famosi, tra cui Stella McCartney, Marc Jacobs e Balenciaga.

## Tracce
Digital Download
1. White Nights - 3:45

Austrian EP
1. White Nights - 3:46
2. White Nights (Twin Shadow Remix) - 4:08
3. White Nights (Max Tundra Remix) - 3:22
4. White Nights (Kasper Bjørke Reanimation Short Mix) - 4:26

## Classifiche
| Classifica              | Posizione raggiunta |
| ----------------------- | ------------------- |
| Danimarca (Tracklisten) | 28                  |

## Date di pubblicazione
| Nazione  | Data              | Formato          | Etichetta    |
| -------- | ----------------- | ---------------- | ------------ |
| Francia  | 22 maggio 2011    | Digital Download | Epic Records |
| Austria  | 22 maggio 2011    | Digital Download | Sony Music   |
| Germania | 22 maggio 2011    | Digital Download | Sony Music   |
| Italia   | 30 settembre 2011 | Airplay          | Sony Music   |